# Tanaorhinus waterstradti
Tanaorhinus waterstradti là một loài bướm đêm trong họ Geometridae.